# Bianchi Tipo 16
Der Bianchi Tipo 16 ist ein Pkw-Modell. Hersteller war Bianchi aus Italien.

## Beschreibung
Das Modell wurde 1923 eingeführt. Es löste Tipo 12 und Tipo 15 ab. Sowohl das Fahrgestell als auch der Motor wurden weitgehend übernommen. Dadurch blieb auch die Alternativbezeichnung Bianchi 12/20 HP gleich. Das Modell war in Details verbessert, hatte eine bessere Serienausstattung und konnte durch zahlreiche Zubehörteile weiter verfeinert werden.
Der Vierzylindermotor in Monoblockbauweise war wassergekühlt. Er hatte 70 mm Bohrung, 110 mm Hub und 1693 cm³ Hubraum. Die Motorleistung war nicht angegeben, aber beim Vorgänger betrug sie 26 PS.
276 cm Radstand und 126 cm Spurweite wie beim Tipo 15 sind anzunehmen. Zwei- und viertürige Limousinen und viersitzige Tourenwagen sind bekannt.
Nach 1925 verliert sich die Spur des Modells. Der Bianchi S 4 kann als Nachfolger angesehen werden, obwohl er einen kleineren Motor hatte.
Am 4. März 2017 wurde ein Fahrzeug für 17.360 Pfund Sterling versteigert. Es war als Tipo 16 von 1918 bezeichnet, allerdings passt das zeitlich nicht überein. Nach einer anderen Quelle handelte es sich um einen Bianchi Tipo 12.